# Championnat du Japon féminin de football 2024-2025
Navigation
2023-2024 2025-2026
Le Championnat du Japon féminin de football 2024-2025, ou WE League 2024-2025, est la 4e saison de la WE League.

## Organisation
La WE-League est une ligue fermée. Aucune équipe n'a donc été promue ni reléguée.
Les douze équipes s'affrontent dans une poule unique, lors de laquelle les équipes s'affrontent deux fois. 

## Participantes
| Équipe                     | Ville      | Class. 2024 | Titres en 1re division |
| -------------------------- | ---------- | ----------- | ---------------------- |
| Urawa Red Diamonds         | Saitama    | 1er         | 4                      |
| INAC Kobe Leonessa         | Kobe       | 2e          | 5                      |
| NTV Beleza                 | Tokyo      | 3e          | 17                     |
| Albirex Niigata            | Niigata    | 4e          | 0                      |
| Sanfrecce Hiroshima Regina | Hiroshima  | 5e          | 0                      |
| JEF United Chiba           | Ichihara   | 6e          | 0                      |
| Omiya Ardija               | Saitama    | 7e          | 0                      |
| Chifure AS Elfen Saitama   | Saitama    | 8e          | 0                      |
| Cerezo Osaka               | Osaka      | 9e          | 0                      |
| Mynavi Sendai              | Sendai     | 10e         | 0                      |
| AC Nagano Parceiro         | Nagano     | 11e         | 0                      |
| Stella Kanagawa            | Sagamihara | 12e         | 0                      |

## Déroulement
Les Urawa Red Diamonds et les Kobe Leonessa, qui se sont partagé les titres lors des saisons précédentes, connaissent une saison plus compliquée, ayant du mal à renouveler leur effectif après le départ de leurs meilleures joueuses à l'intersaison. Le Tokyo Verdy Beleza, en s'appuyant sur une solide base de jeunes joueuses issues du centre de formation, en profite pour tirer son épingle du jeu. Finalement, Tokyo remporte son premier titre depuis 2019 en devançant Kobe à la différence de buts. Le club de la capitale se qualifie également pour la Ligue des champions asiatique.

## Résultats
| Rang | Équipe              | Pts | J  | G  | N | P  | Bp | Bc | Diff |
| ---- | ------------------- | --- | -- | -- | - | -- | -- | -- | ---- |
| 1    | Tokyo Verdy Beleza  | 51  | 22 | 16 | 3 | 3  | 50 | 16 | +34  |
| 2    | INAC Kobe Leonessa  | 51  | 22 | 16 | 3 | 3  | 43 | 14 | +29  |
| 3    | Urawa Red Diamonds  | 46  | 22 | 13 | 7 | 2  | 32 | 13 | +19  |
| 4    | Albirex Niigata     | 40  | 22 | 12 | 4 | 6  | 31 | 21 | +10  |
| 5    | Sanfrecce Hiroshima | 37  | 22 | 10 | 7 | 5  | 26 | 14 | +12  |
| 6    | AS Elfen Saitama    | 30  | 22 | 8  | 6 | 8  | 30 | 30 | 0    |
| 7    | Cerezo Osaka        | 23  | 22 | 6  | 5 | 11 | 29 | 33 | -4   |
| 8    | AC Nagano Parceiro  | 22  | 22 | 6  | 4 | 12 | 25 | 40 | -15  |
| 9    | JEF United          | 20  | 22 | 5  | 5 | 12 | 15 | 30 | -15  |
| 10   | Stella Kanagawa     | 18  | 22 | 4  | 6 | 12 | 27 | 39 | -12  |
| 11   | Omiya Ardija        | 18  | 22 | 4  | 6 | 12 | 16 | 37 | -21  |
| 12   | MyNavi Sendai       | 10  | 22 | 2  | 4 | 16 | 15 | 52 | -37  |

## Statistiques
|    | Joueuse              | Club                | Buts |
| -- | -------------------- | ------------------- | ---- |
| 1. | Carlota Suárez (en)  | INAC Kobe Leonessa  | 13   |
| 2. | Miyu Yakata (en)     | Cerezo Osaka        | 10   |
| 3. | Yume Takikawa (en)   | AC Nagano Parceiro  | 8    |
| 3. | Yuzuki Yamamoto (en) | Tokyo Verdy Beleza  | 8    |
| 5. | Maya Hijikata (en)   | Tokyo Verdy Beleza  | 7    |
| 6. | Akimi Kawafune (en)  | AC Nagano Parceiro  | 7    |
| 6. | Yui Narumiya (en)    | INAC Kobe Leonessa  | 7    |
| 6. | Hana Takahashi       | Urawa Red Diamonds  | 7    |
| 6. | Mami Ueno            | Sanfrecce Hiroshima | 7    |

Source.